# 开放型经济
开放型经济是一种在本国和外国之间开展经济活动的经济类型。譬如，一国人民，包括当地企业，可以和别国人民及企业进行商品和服务贸易，也可以跨国界进行资本投资。而封闭经济则不存在国际贸易和金融。
向别国出售产品和服务的行为称为出口，而购买别国产品和服务的行为称为进口。二者共同构成国际贸易。
对于一国国民而言，开放型经济体具有诸多好处。最主要的便是，消费者有大量商品和各种服务可供选择。此外，消费者还可以将积蓄用以国外投资。
在开放型经济当中，一国在任何一年的开支无须与商品和服务的产出持平。一国通过从国外借贷，可以过度开支。也可以开源节流，将结余借给他国。

## 开放型经济的经济模型

### 基本模型
开放型经济与封闭型经济的基本模型并无二致，只是需要添加两个项目：出口（EX）和进口（IM）：
{\displaystyle Y=C^{d}+I^{d}+G^{d}+EX}
Y =C + I + G + (EX-IM)
Y：国内生产总值/国民总收入；C^d：消费者对本国产品和服务的消费；I^d：对本国产品和服务的投资G^d：在本国产品和服务上的政府支出（EX-IM）通常称为净出口，有时记为NX。
在封闭型经济中：国民储蓄=投资。封闭型经济的国家只能通过不断积累资本来增加财富。

## 脚注和来源
1. ↑  Macroeconomics by N. Gregory Mankiw